# Villécloye
Villécloye é uma comuna francesa na região administrativa de Grande Leste, no departamento de Meuse. Estende-se por uma área de 7,18 km². Em 2010 a comuna tinha 282 habitantes (densidade: 39,3 hab./km²).